# Benny Holst
Benny Holst (født 21. marts 1940) er en dansk musiker og var en af venstrefløjens kendteste stemmer i 70’erne. 2. Januar '68 begyndte han som professionel musiker med Poul Dissing og har senere spillet i en række kollektive kabaretforestillinger med blandt andre Trille, Nils Tuxen, Ole Fick, Anders Koppel og Hugo Rasmussen.
I 1971 etablerede han sammen med Arne Würgler en duo, som bl.a. spillede sange med tekster af Jesper Jensen og deltog i Agitpops aktiviteter. Samarbejdet indledtes med teaterstykket og Lpen "Skolesange", der lagde grunden til en stor succes som venstrefløjens "talerør" på musikscenen.Benny Holst optrådte i mere end 30 år sammen med Arne Würgler, fra 1985 i trioen Sømanden og stjernerne, hvor det tredje medlem var harmonikaspilleren Niels Petersen.
Holst har også medvirket i forskellige teaterstykker. I 1998 havde han flere roller i Århus-teatret Svalegangens opsætning af Erik Thygesen og Jacob Christensens 220 Waits med sange af den amerikanske folkesanger Tom Waits. I 2000 var han med i opsætning og gennemførelse af Friheden Tur Retur, iscenesat af Anders Nyborg på Odense Internationale Musikteater. Han har udgivet en Cd, hvor titlen er identisk med stykkets titel.

## Udvalgte udgivelser
- 1965 – Der står en lille hest og sparker, EP, sammen med Povl Dissing.
- 1971 – Den første maj[1]
- 1972 – Europasange
- 1972  - Sange af Benny Holst[1]
- 1973 – Lærlingesange, sammen med Arne Würgler.
- 1978 – Historien om Jenny[1]
- 1981 – Sten i min mur[1]
- 1985 – Så længe mit hjerte slår
- 2000 – Friheden tur/retur
- 2004 – Himlen må vente
- 2008 – Sepiadage [2]